# Осман (еп)
Осман је историјско-романтични еп и једно од најзначајнијих дела Ивана Гундулића који је почео да пише 1622. године. Сматра се најбољим епом словенског барока.
Рукопис је нестао током земљотреса па пожара у Дубровнику који се догодио 6-8. априла 1667. године. Али срећом син Франо је раније склонио један рукопис у Беч.
Јевта Поповић је објавио 1827. године у Будиму на ћирилици Гундулићево дело "Осман", а у свом предговору примећује: Природним говором, красним рјечима и дивним пјесмотвором склопио је Гундулић Османиду тако, да ће најјаснија књига у Србском књижеству остати. Поповић је књигу добио 1826. године о тршћанског великокупца (трговца) Христифора Цвјетовића.

## Еп
Еп се састоји од 20 певања (недостају 14. и 15. певање), али није довршен, иако је Гундулић на њему радио до последњег тренутка. Епом је обухваћено скоро тридесет векова, од Тројанског рата до пишчевог времена, док су обимније представљене српска, пољска и турска историја. Главни опевани догађаји су Хотинска битка, која се одиграла 1621. године и убиство младог султана Османа II, које се десило 1622. године. Еп Осман прожет је изразитим антитурским, а истовремено и јаким верским и родољубивим осећањима.

## Настанак
Када се одиграла Хотинска битка 1621. између Пољака и Турака, Гундулић је радио на преводу Тасовог епа „Ослобођени Јерусалим". Због тога што је био сузбијен код Хотина, цар Осман II је спремао освету јањичарима који су се побунили, свргнули га с престола и убили 1622. Као хришћанин и Словен, Гундулић је у храбром држању Пољака код Хотина видео тријумф хришћанства над исламом, Словена над Турцима. У боју и трагичној судбини Османовој песник је видео грађу за еп.
Гундулићев херојски култ је благ и племенит, дакле словенски, нимало крволочан и груб. Представник тога јунаштва је краљевић Владислав, победник код Хотина, сушта супротност Осману, охолом насилнику. Гундулић помиње Милоша Обилића, Марка Краљевића, и друге јунаке српске народне песме. Ако су му савремени хоризонти обасјани скорашњом славом Пољске, поглед на прошлост испуњен је носталгичним сећањем на стару српску славу. На више места јављају се реминисценције из прошлости Србије, спомињу се Немањићи, говори се о цару Душану, деспоту Ђурђу Бранковићу, деспоту Лазару, херцегу Стјепану, слави се Лесандро Србљанин (Александар Велики). Радња VIII певања збива се у Смедереву, њену основицу чини прича о Љубдрагу, тобожњем потомку деспота Ђурђа, и о његовој лепој кћери Сунчаници. У делу има безброј дубоких и узвишених мисли и осећања, пластичних описа, добро извајаних личности. Премда је историјска грађа претрпана романтичним и пасторалним епизодама, она је у основи верна и стварна.

## Главни ликови
Осман II, султан, најстарији син Ахмета I. Постао је султан кад је имао 14, а убијен је као осамнаестогодишњак. Млад и незрео, страдао је због своје политичке наивности и младеначке непромишљености, иако је био частан и праведан владар. С обзиром на своју доб, можда је приказан с премало емоција, но ипак, највећу љубав му представља Соколица, жена ратница.
Дилавер је храбар, одан до задње капи крви и строг војник, оличење витешког идеала понашања. Именован је великим везиром уместо Хусеина зато што је код Хоћима спасио Осману живот.
Али-паша промишљен, блаже ћуди од Дилавера, у стварности је такође био велики везир 1619. године. Због тих га особина Осман и шаље у дипломатске задатке.
Хоџа је муслимански свештеник и Османов учитељ, симбол је мудрости, учености и вере.
Казлар-ага је чувар харема, тек веран извршитељ своје дужности.
Коревски је историјска личност, пример ратничке несломљивости и најопаснији турски противник. Турци су га заробили и убили у тамници бојећи се да би им опет могао задати велике неприлике.
Крунослава пример шта све једна жена може направити из љубави. Има храброст и снагу мушкарца, али и осећајност жене. Жртвује и живот за свог вољеног Коревског.
Мустафа је слабоумни Османов стриц, у епу тек фигура без дубље карактеризације.
Соколица је измишљени лик, кћи монголског кана, поседује нешто од источњачке мистике, Османова миљеница која га једина може спасити кад је лоше и зле воље.
Сунчаница је такође измишљен лик, красе је наивност, невиност, доброта и лепота, живи једноставним и срећним пастирским животом.
Владислав Пољски краљ, најузвишенији лик и највећи јунак. Иако је у стварности целу Хоћимску битку прележао због болести, у делу је слављен као највећи јунак управо како би постигао равнотежу крупном Османовом лику.

## Фабула
1. певање
На самом почетку песник износи размишљање о пролазности овоземаљских вредности, власти, моћи, богатства, среће и младости. Сама прича почиње Османовом одлуком да пође на Исток како би прикупио нову војску с којом би опет кренуо у освајања.
2. певање
Осман сазива примање за своје најближе сараднике, великог везира Дилавера, свештеника и учитеља хоџу те црнца Хадума. Дилавер га саветује да одмах убије свог стрица Мустафу, његову мајку и његовог зета Даута јер су они трајна опасност за престо, тим више што је Мустафина мајка вештица која чаролијама покушава свог сина поставити за цара. Хоџа му саветује да не узима жену ниског рода, а црнац еунух каже да нека не иде на Исток док се није осигурао против Пољака те да се не може водити рат на две стране. Осман не жели убити Мустафу већ шаље способног Али-пашу Херцеговца у Варшаву да склопи мир.
3. певање
Поклисар Али-паша у пратњи бега богданског (молдавског) креће у Пољску на преговоре. Путем пролази преко Бугарске, Румуније и преко Хоћима где се прошле године одржала страшна битка, а сада је све препуно турских костију.
4. певање
Током пута Али-паша приповеда бегу ток прошлогодишње битке. Спомињу се бројна имена и народи који су учествовали у бици, а такође се спомиње и Соколица, жена-ратница, кћи монголског кана, између које и Османа постоји скривена љубав.
5. певање
У једном тренутку Али-паша сусреће пољску жену ратницу Крунославу, чији заручник, витез Коревски, лежи заробљен у тамници у Цариграду. Она је њега пратила у свим биткама, а у Хоћимској бици се у двобоју борила са Соколицом. Сад се распитује код Али-паше за судбину свог заручника који је због издаје Богданаца пао у турско заробљеништво.
6. певање
Сазнавши за несретну судбину Коревског, Крунослава у оближњој шумици нариче за њим. Потом угледа групу пастира и пастирица у веселој игри. Њихова љубавна игра и срећа је потичу да преобучена крене у Цариград и ослободи Коревског, намеравајући подмитити Турке. За то време, у Цариграду Осман шаље Казлар-агу у јужне и источне крајеве да му нађе девојке племенитог рода како би се могао оженити.
7. певање
Казлар-ага скупља девојке по царству. Потом чувши за Сунчаницу крене према Смедереву.
8. певање
Казлар-ага затиче у Смедереву слепог старца Љубдрага који је имао 12 синова, а сада су сви мртви и једино му је преостала кћи Сунчаница да му буде утеха под старе дане. Но Казлар-ага ипак одводи Сунчаницу. На путу сусрећу гласника који носи Османово писмо у којем му наређује да потражи Соколицу јер жели да га она прати на Исток.
9. певање
У протеклих година дана након Хоћимске битке Соколица са својом женском дружином хара по Европи. На годишњицу битке Владислав одлази у свечани лов, при чему се приповеда о његовој слави и величини. За то време међу пољске жене које су се купале на језеру упада Соколица са својих дванаест ратница. Вежу Пољакиње за околна стабла и саме се одлазе купати. Одједном их опколи Владислав са својом дружином за лов, али је не зароби, већ јој поклони слободу уз њено обећање да неће више нападати хришћане. Она му нато поклони своју огрлицу и крене према Цариграду, а путем добије Казлар-агину вест да пожури јер је цар жељно очекује.
10. певање
Владислав се враћа у Варшаву јер стиже Али-паша у својој мировној мисији.
11. певање
Након читања Османове посланице, тј. мировне понуде, у дворани настаје жамор. Пољаци узвраћају своје услове мира те и једни и други размењују вредне дарове.
12. певање
По повратку Али-паше у Цариград сви изражавају срећу због склопљеног мира. Међутим, Коревски је и даље у тамници, а Крунослава стиже у Цариград са намером да га ослободи. Преобукла се у мушкарца и покушала подмитити његовог тамничара Ризван-пашу, али он је превари и затвори у тамницу с Коревским.
13. певање
Ђаво у паклу бесни због победе Пољака тј. хришћана и шаље своје демоне да подстичу Турке на стално изазивање сукоба.
14. певање
Османов астролог прориче злу судбину и каже му да не би смео ићи на Исток, али он свеједно не одустаје. Касније Осман сања пророка Мухамеда који му из руке ишчупа Куран и притом опали шамар. Један се демон, или сам ђаво, претвори у лик хоџе и уђе у Османову спаваоницу. Осман се пробуди и угледа хоџу који му говори како свакако треба ићи на Исток и прикупити нову војску. Хоџа нестане и претворивши се у сову одлети из палате. За то време Ризван-паша убија и Коревског и Крунославу: у смртној борби их убију метком у леђа.
15. певање
Ствари крећу низбрдо: Осман ујутро сазива веће и обавештава га о склопљеном миру. Будући да је један од услова мира и ослобађање Коревског, он дозива Ризвана да га ослободи. Али он је Коревског већ убио, након чега је и сам починио самоубиство. Истовремено је и Казлар-ага доживео незгоду. На путу у граду Једрену побегла му је Сунчаница тако да се Осман ипак жени Соколицом.
16. певање
Кад је јањичарска војска чула за Османове намере, почела се бунити јер су сви мислили да он иде на Исток по војску која ће побити јањичаре као освету због недисциплине код Хоћима.
17. певање
Сазива се веће, а Дилавер позива на верност цару и најстроже казне за побуњенике. Хусеин-паша га саветује да се брани, али и да им мало попусти. Међутим, Осман не уради ништа, већ само свим својим саветницима да стражу, док себе остави без ње рачунајући да војска неће напасти свог цара. Мустафина мајка наговара Даут-пашу на побуну, а он, заведен обећањима о власти, пристаје.
18. певање
Даут-паша стаје на чело побуњених јањичара. Почињу борбе и убрзо побуњеници крећу и на незаштићени царски двор.
19. певање
Побуњеници лако проваљују у царски двор. Осман шаље преговараче, Баш-везира и Казлар-агу, али их побуњеници убијају. У зоолошком врту царске палате, у једној од јама за животиње, пронађу Османовог стрица Мустафу. Осман шаље и Хусеин-пашу да им објасни како је Мустафа слабоуман и како не може бити цар. Али побуњеници убијају и Хусеина и Али-пашу, а њихове главе, заједно с Хадумовом и Дилаверовом, набију на копља. Потом отимају Османа и доводе га пред Мустафу.
20. певање
На заједничком збору побуњеника предвођених Даутом постављају Мустафу за цара. Мустафа наређује да Османа затворе у Једи-кулу. Уз песникова размишљања о пролазности света и насилништву власти долази и Даутова наредба да се Османа задави 'попут пса'. Снажни црнац га дави марамом, а тело му баце у гроб. На крају Гундулић размишља како је заправо прави цар свима једино Бог.